# Seyde
Seyde ist ein Ortsteil der sächsischen Gemeinde Hermsdorf/Erzgeb. im Landkreis Sächsische Schweiz-Osterzgebirge.

## Geografie

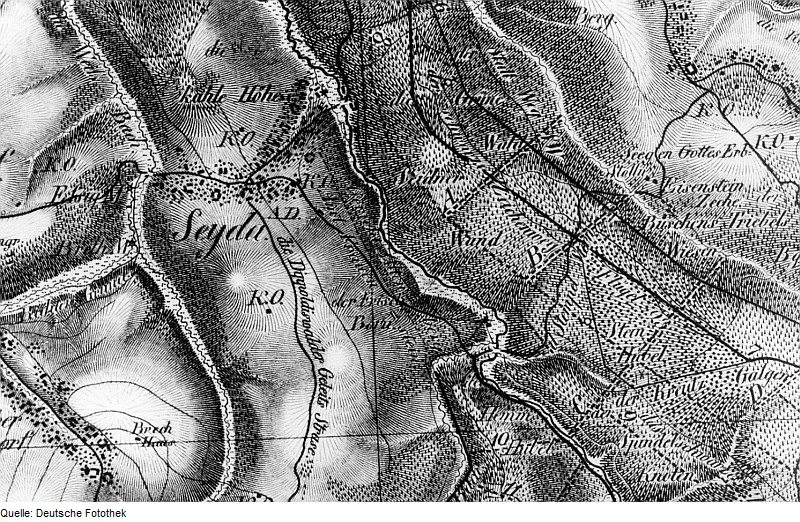
Seyde (Seyda) auf einer Karte von Hermann Oberreit (1821)

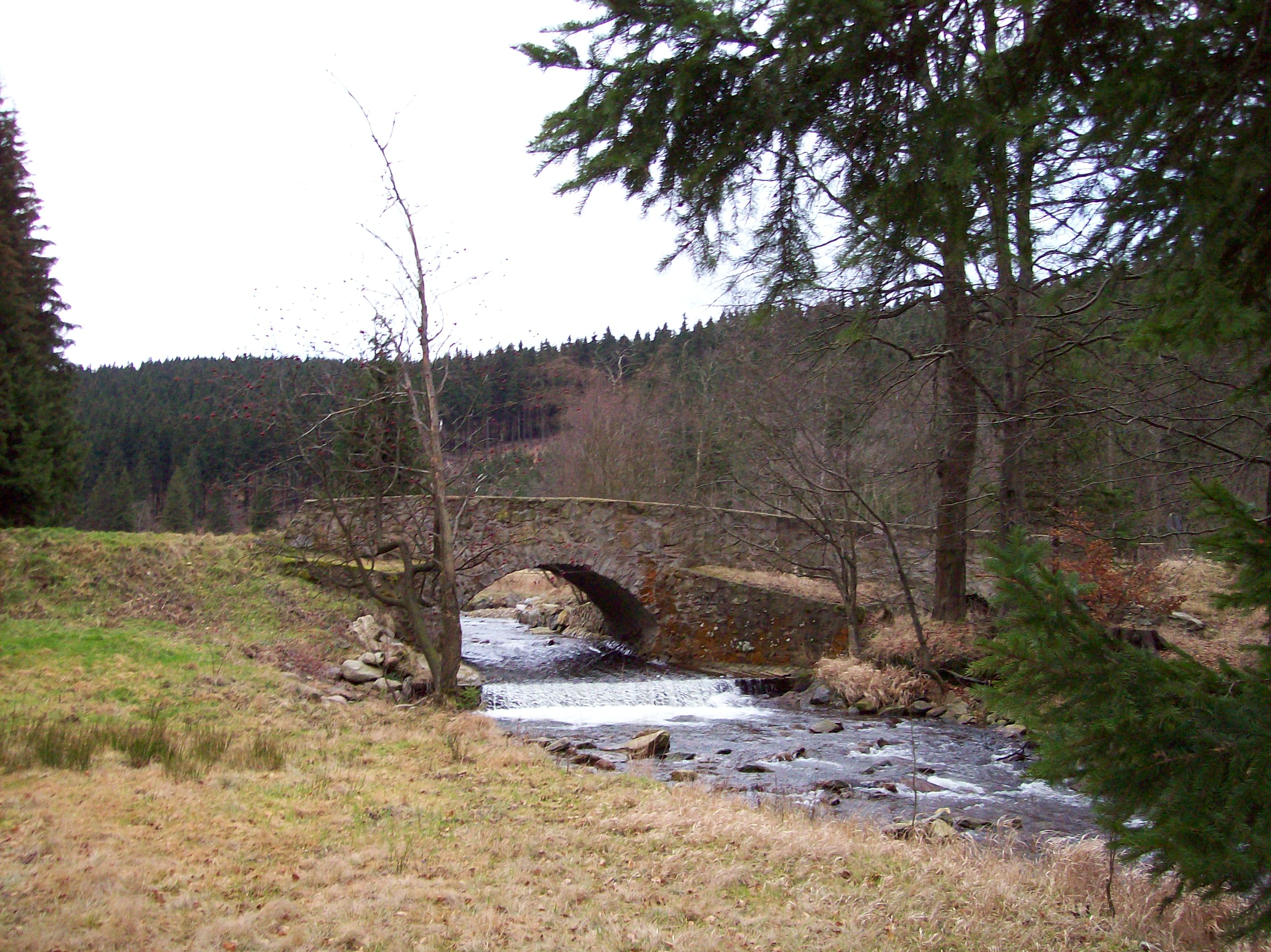
Alte Zinnbrücke oberhalb der Herklotzmühle bei Seyde

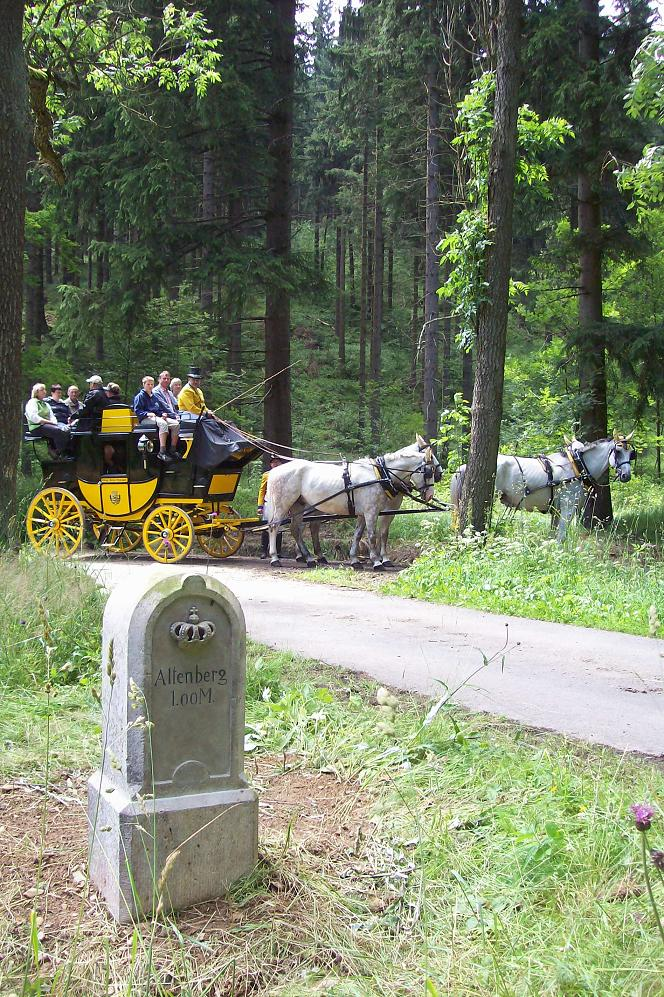
Halt der Postkutsche Altenberg-Frauenstein im Sommer am königlich-sächsischen Meilenstein unweit der Zinnbrücke bei Seyde

### Lage
Seyde liegt etwa 8 Kilometer westlich von Altenberg im Erzgebirge. Durch den Ort verläuft die Kreisstraße 9043 Hermsdorf–Staatsstraße 183.

### Nachbarorte
|           | Schönfeld                                   | Schellerhau       |
| Hermsdorf | Kompassrose, die auf Nachbargemeinden zeigt |                   |
|           | Neuhermsdorf                                | Rehefeld-Zaunhaus |

## Geschichte
Das Waldhufendorf wird 1445 als Zeyda erstmals erwähnt. Im 16. Jahrhundert lag die Grundherrschaft des Dorfes mit 8 besessenen Mann und 45 Inwohnern beim Rittergut Frauenstein.
Die Dorfgerichtsbarkeit erfüllte das lokale Erbgericht.
Ab 1816 gehörte der Ort vollständig zum Amt Frauenstein, ab 1875 zur Amtshauptmannschaft Dippoldiswalde, danach zum Kreis Dippoldiswalde.
August Schumann nennt 1824 im Staats-, Post und Zeitungslexikon von Sachsen Seyde betreffend u. a:
„gehörte sonst ungetheilt zur Herrschaft Frauenstein, wurde aber zur Hälfte, so weit es nämlich rechts von der Weißeritz liegt, schon 1620 mit den anstoßenden Waldungen an Johann Georg I. verkauft und zum Altenberger Amte geschlagen; der Rest kam mit zu dem Frauensteiner Amte, welches aus der 1647 vollends erkauften Herrschaft gebildet wurde. [...]
Seyda hat in etwa 60 Häusern gegen 300 Einwohner […] ein Erblehngericht mit bedeutender Gastnahrung und 1½ Freihufen, im Altenberger Antheil 11 Viertelhüfner, zum Frauensteiner aber (der 1748 20, 1801 aber 25 Häuser hatte) 9 Hufen, eine Mahl- und Bretmühle auf Altenberger Seite u. s. w. Die Häuser sind übrigens sehr weit zerstreut, und haben zum Theil ihre Felder um sich herum.“
Anfang des 20. Jahrhunderts wurde ein Eisenbahnanschluss mittels der schmalspurigen Pöbeltalbahn vorgesehen, die die Staumauer der geplanten Talsperre Seyde nahe der Wilden Weißeritz überqueren sollte.
Am 1. März 1994 wurde Seyde nach Hermsdorf/Erzgeb. eingemeindet.

### Entwicklung der Einwohnerzahl
| Jahr | Einwohnerzahl                             |
| ---- | ----------------------------------------- |
| 1551 | 8 besessene Mann, 45 Inwohner             |
| 1764 | 21 besessene Mann, 13 Häusler, 10 ¼ Hufen |
| 1834 | 297                                       |
| 1871 | 361                                       |

| Jahr | Einwohnerzahl |
| ---- | ------------- |
| 1890 | 379           |
| 1910 | 349           |
| 1925 | 357           |
| 1939 | 323           |

| Jahr | Einwohnerzahl |
| ---- | ------------- |
| 1946 | 407           |
| 1950 | 400           |
| 1964 | 323           |
| 1990 | 226           |

## Sehenswürdigkeiten
Lokale Sehenswürdigkeiten sind die seit 2007 renovierte Herklotzmühle sowie die benachbarte Zinnbrücke, wo an der alten Poststraße Frauenstein – Altenberg auch noch ein 2005 restaurierter und 2012 wieder aufgestellter königlich-sächsischer Ganzmeilenstein und das Fragment eines Chaussee- bzw. Straßenwärtersteines erhalten blieben.

## Töchter und Söhne
- Werner Richter (1918–2004), Radrennfahrer